# Sesioti
I Sesioti furono un popolo che abitò in tempi remoti l'isola di Pantelleria. Essi giunsero nell'isola per estrarre l'ossidiana, considerata allora un bene prezioso in quanto con essa si realizzavano utensili di vario tipo molto importanti nella vita di quel tempo. 
Notevoli tracce lasciarono nella zona di Mursia dove edificarono il più grande muro preistorico di tutto il bacino del Mediterraneo a noi pervenuto e quella sorta di tombe preistoriche chiamate sesi.